# Erich Kaufmann (Architekt)
Erich Kaufmann (* 7. April 1932 in Novi Sad (Jugoslawien); † 2003) war ein deutscher Architekt und Stadtplaner.

## Leben
Als leitender Architekt des VEB „Hochbauprojektierung Rostock“ war Kaufmann für eine ganze Reihe von städtebaulich prägenden Wohnbauprojekten und Großwohnsiedlungen in Rostock verantwortlich. Zum Einsatz kamen hier vor allem Plattenbauten der Systems WBS 70. Bekannt sind die 18-geschossigen Windmühlen-Hochhäuser. Für seine Arbeit erhielt er 1973 den Nationalpreis der DDR II. Klasse für Kunst und Literatur für seine städtebauliche, architektonische und künstlerische Gestaltung des Projektes Lütten Klein in Rostock.
Ab 1979 unternahmen Erich Kaufmann und Peter Baumbach bei Projekten in der Rostocker Altstadt erstmals den Versuch, Bauten aus industriellen Bausystemen an historische Bausubstanz anzupassen. Nach Vorlagen aus der Vicke-Schorler-Rolle entstand so unter anderem das Fünfgiebelhaus. Durch die Verwendung solcher Bezüge entwickelte sich in Rostock eine Art Corporate Identity, wie sie in der Postmoderne erst sehr viel später allgemein üblich werden sollte.
Kaufmann gilt laut Bruno Flierl als einer der herausragenden Architekten der Deutschen Demokratischen Republik.

## Bauten und Entwürfe
- 1967–1968: Café, Restaurant, Bar Teepott in Rostock-Warnemünde (zusammen mit Konstrukteur Ulrich Müther)[6]
- 1967–1968: Mehrzweckhalle Warnowallee 25 in Rostock Lütten Klein (zusammen mit Konstrukteur Ulrich Müther)[7]
- 1965–1975: Städtebauprojekt Rostock Lütten Klein
- Ab 1970: Großwohnsiedlung Rostock-Schmarl[4]
- 1970–1975: Großwohnsiedlung Rostock-Evershagen[4]
- 1979: Postmoderne Eckbebauung Kröpeliner Straße / Breite Straße in Rostock[3]
- 1979–1985: Großwohnsiedlung Rostock Groß Klein[4]
- 1983–1986: Wohnbebauung Schnickmannstraße / Wokrenterstraße in Rostock[3]

## Werkschau

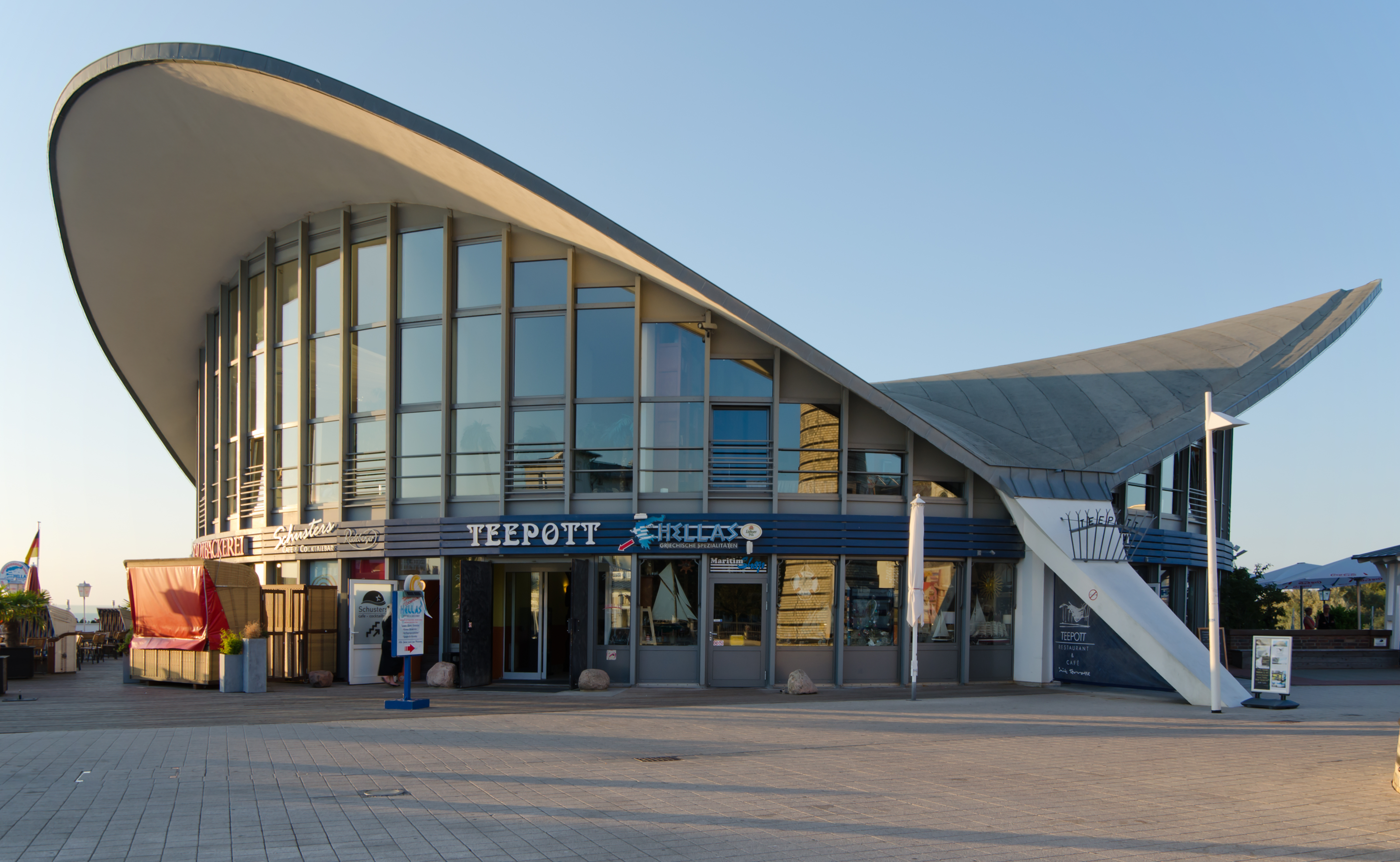
Teepott, Warnemünde (errichtet 1967–1968)
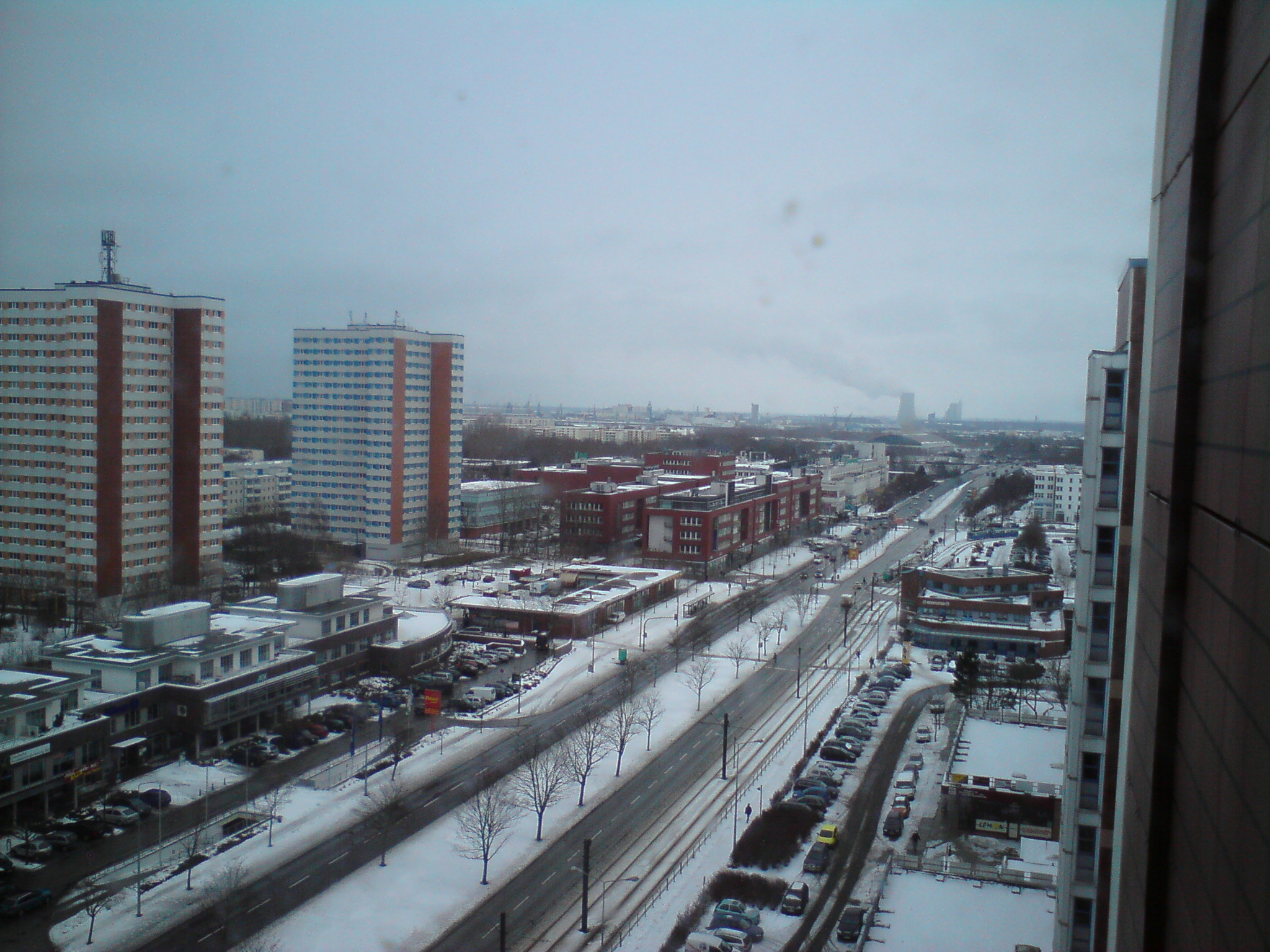
Warnowallee in Rostock Lütten Klein
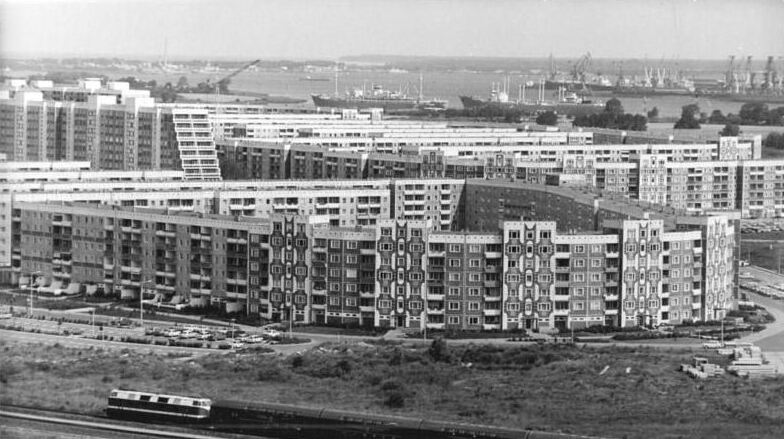
Rostock, Schmarl, Neubaugebiet, Wohnblocks
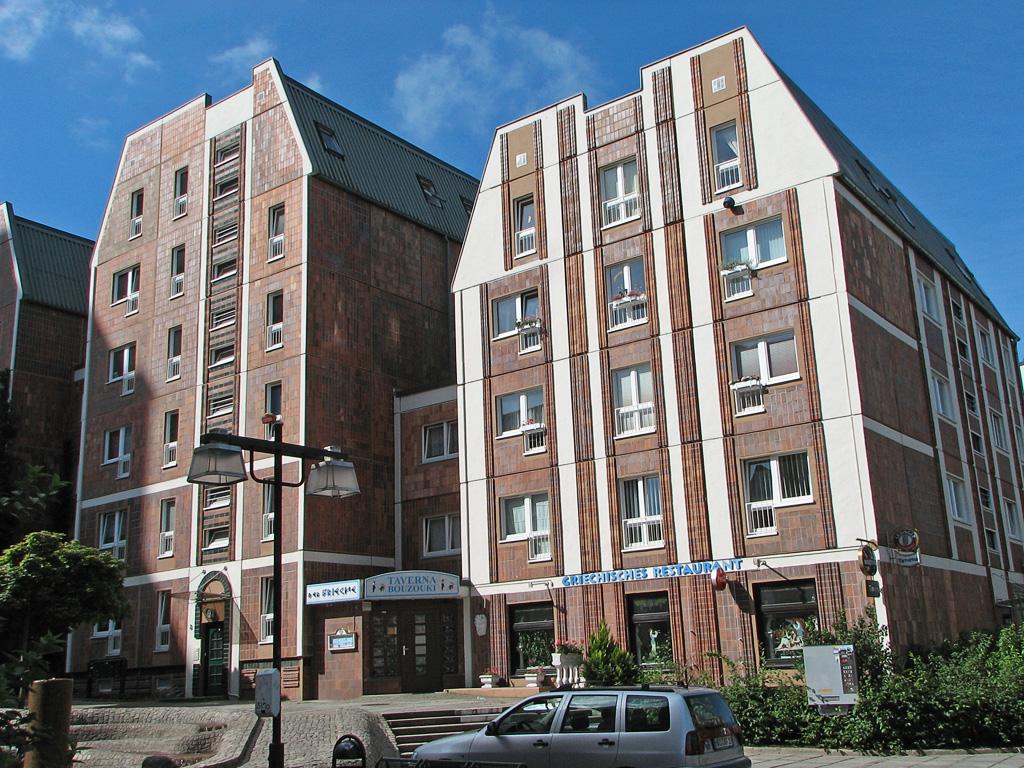
Plattenbauten Schnickmannstraße
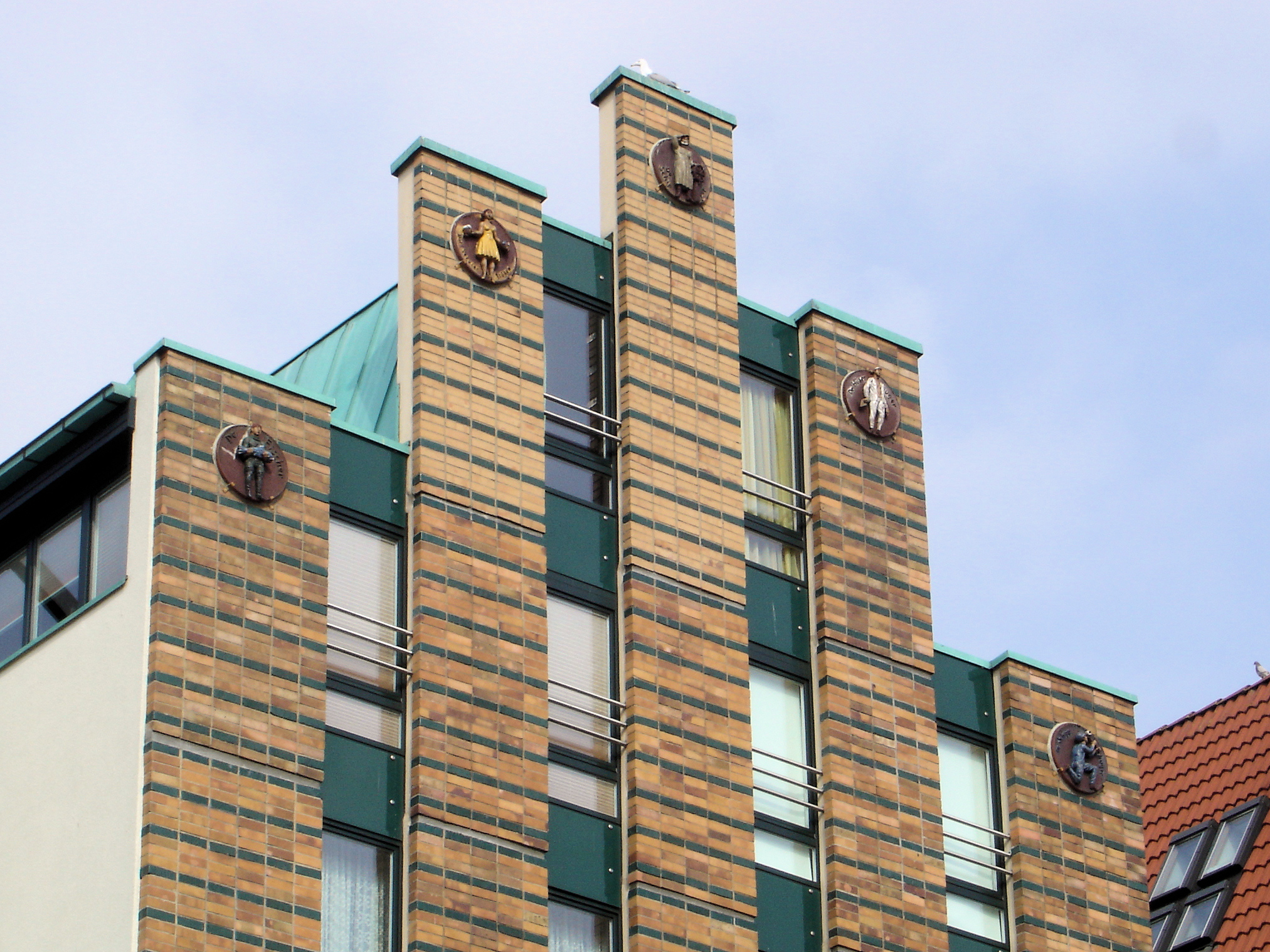
Kröpeliner Straße / Breite Straße mit Reliefmedaillons von Reinhard Dietrich

## Publikationen
- Erich Kaufmann: Mehrgeschossiges Wohnungsangebot der WBS 70, Anpassung Rostock in: Architektur der DDR, 10/1974
- C. Weinhold, E. Kaufmann, R. Lasch, M. Bräuer: Wohngebiet Rostock-Groß Klein. In: Architektur der DDR, 8/1975
- Erich Kaufmann: Ecklösungen für das Wohngebiet Rostock-Lichtenhagen. In: Architektur der DDR, 2/1975
- P. Baumbach, E. Kaufmann: Zur weiteren Entwicklung des Erzeugnisangebotes im Wohnungsbaukombinat Rostock. In: Architektur der DDR, 5/1976
- Marvaldi, R. Korn, C. Krause, W. Rietdorf, H. Stingl, E. Kaufmann, W. Nitsch, A. Nestler, R. Lasch, U. Lammert, H. Kirsch, W. Kellermann, L. Lindner, G. Busse, A. Bach, F. Krause: 32. Plenartagung der Bauakademie der DDR. Aus der Diskussion auf dem 7. Bundeskongreß des BdA/DDR. In: Architektur der DDR, 3/1976
- Erich Kaufmann, Hauptgrünraum in Rostock-Lichtenhagen in: Architektur der DDR, 5/1978
- D. Grund, E. Kaufmann, R. Lasch: Ergebnisbericht zur 9. Rostocker Werkstattwoche. In: Architektur der DDR, 12/1981
- Erich Kaufmann: Gedanken zum innerstädtischen Bauen in der nördlichen Altstadt von Rostock. In: Architektur der DDR, 33/1984
- Erich Kaufmann: Bezirksgruppe Rostock. In: Architektur der DDR, 2/1987